# Institución Universitaria CESMAG
La Universidad CESMAG (UNICESMAG - Centro de Estudios Superiores María Goretti) es una universidad privada y católica franciscana colombiana ubicada en la ciudad de San Juan de Pasto.
La Institución fue fundada por el sacerdote católico Guillermo de Castellana, tiene el nombre de la santa María Goretti, y cuenta con cinco facultades (Ciencias Sociales y Humanas, Ingeniería, Arquitectura y Bellas Artes, Ciencias Administrativas y Contables, Educación) que ofrecen un total de 11 programas de pregrado, 1 tecnología y 5 programas de posgrado.

## Historia
La historia del Centro de Estudios Superiores María Goretti está estrechamente ligada al sacerdote italiano Guillermo de Castellana. Llegó a San Juan de Pasto, y en 1952 organizó la Asociación Escolar María Goretti, integrada por las tres Escuelas de niñas "las más cercanas al Convento de los Padres Capuchinos de la ciudad. La Escuela de Las Américas fue fundada en 1969. En 1972 el Padre fundó el Bachillerato en Promoción Social. En 1973 fundó el Museo Escolar Maria Goretti cuya colección hoy se encuentra en Maridíaz. En 1973 el Padre Clementino de Vissingen visitó la Institución. En 1974 se celebró el contrato con el Ministerio de Educación Nacional. El mismo año fundó el Bachillerato Pedagógico. Recibió apoyo de Curia General de la Orden de Hermanos Menores Capuchinos de Italia, de la Provincia Capuchina de Palermo, Italia, de la Missions-Verkehrs-Arbeitsgemeinschaft (MIVA) de Austria, de la Acción Cuaresmal de Católicos Suizos, de CEBEMO (hoy CORDAID) de Holanda y de la Brüdernhilfe de Alemania, entre otros. El inicio de la construcción del edificio Holanda tuvo lugar en 1977 y fue inaugurado por el entonces presidente Julio César Turbay Ayala el 15 de febrero de 1980. La institución abrió sus puertas para estudiantes de carreras tecnológicas el 16 de agosto de 1982. (En el edificio Holanda hay una placa conmemorativa recuerda el reconocimiento de la institución por la Red de Universidades Regionales de América Latina (UREL) [Capítulo Nariño?] del 2006
)
El 16 de agosto de 1982 el Centro de Estudios Superiores María Goretti, CESMAG, inició sus labores académicas, y el 18 de julio de 1986 se otorgaron los primeros grados de tecnólogos: 14 en Educación Física, 39 en Educación Preescolar, 7 en Administración Financiera y 8 en Cerámica.
Como Institución Universitaria CESMAG, a lo largo de estos años ha logrado consolidarse en la formación permanente de profesionales que, haciendo uso de su libertad de aprendizaje, optaron por el desarrollo de su personalidad y de su vocación profesional tecnológica, profesional, de formación avanzada y perfeccionamiento de conformidad con los principios y valores promulgados por la Institución.
En el año 2016, la Orden de Hermanos Menores Capuchinos OFMCap de la Provincia Virgen María, Madre del Buen Pastor de Colombia y la Comunidad Académica de la Institución Universitaria CESMAG, considerando haber logrado la madurez necesaria para ser reconocidos como Universidad, bajo el liderazgo de Fray Hugo Osorio Osorio, Rector de la Institución, se presenta la solicitud al Ministerio de Educación Nacional, de conformidad con lo establecido en el Decreto 1212 de 1993. Producto de este proceso surgen importantes oportunidades de mejora para la consolidación de tan anhelado propósito. Posteriormente en el año 2018, producto de reflexiones colectivas por parte de la Orden de Hermanos Menores Capuchinos OFMCap, de los equipos de dirección y de la comunidad académica, fortalecidas las oportunidades de mejora del proceso de 2016 y bajo el liderazgo de Fray Próspero Arciniegas Zaldúa, Rector de la Institución, se inicia un proceso de transformación e innovación institucional, que incluye una nueva restructuración del Proyecto Educativo Institucional – PEI 2018 que habrá de fundamentar la estructura curricular, las metodologías y las 13 actividades de la comunidad académica en los programas académicos y en las actividades de investigación y de extensión y se presenta, nuevamente, al Ministerio de Educación Nacional la solicitud de reconocimiento de la Institución Universitaria CESMAG a Universidad CESMAG. El 12 de abril de 2019, el Ministerio de Educación Nacional, mediante Resolución número 004012 decide reconocer a la Institución Universitaria Centro de Estudios Superiores María Goretti – CESMAG como Universidad (Art. 1.º), determinando que la Institución pasará a denominarse “Universidad CESMAG – UNICESMAG” (Art. 1.º. Parágrafo), notificación recibida por el Señor Rector Fray Próspero Arciniegas Zaldúa. Todos los sectores del Departamento de Nariño expresan a la nueva Universidad su complacencia y a partir de este acontecimiento surgen unos nuevos retos por cumplir y que serán los dinamizadores del que hacer de la Comunidad Universitaria.

## Infraestructura

Edificio San Francisco UNIVERSIDAD CESMAG

El área del CESMAG está dividida entre la parte del Colegio María Goretti (que acogió hace pocos años no solo una escuela primaria sino también una escuela secundaria) y de la Universidad. En el medio, aproximadamente, queda el Coliseo que sirve como sala de diversos eventos, tanto de deporte u otros. La Universidad CESMAG, por su vez, está constituida principalmente por los edificios Holanda e Italia cuya construcción fue patrocinada por los respectivos países (como nos revelan las placas en las entradas de los edificios). En diciembre de 2012 se inauguró el nuevo Edificio San Francisco, con mayor capacidad que los anteriores. Estos se encuentran ubicados en la Sede Principal de la Universidad en el centro de la Ciudad. 
La biblioteca de la Universidad CESMAG (Biblioteca Remigio Fiore Fortezza), localizada en el interior de los edificios Italia y Holanda, lleva el nombre del físico y profesor universitario Remigio Fiore Fortezza (1911-1998) quien donó sus libros a la biblioteca así como a la IEM María Goretti. La biblioteca tiene dos pisos.
Otra de las sedes de la Universidad es la Sede de Santiago, la cual se encuentra ubicada enseguida a la Iglesia de Santiago Apóstol en la cual funciona el Programa de Diseño Gráfico.
En julio de 2022, la Universidad CESMAG inaugura el Campus San Damián, ubicado en el corregimiento de Catambuco, el cual cuenta con un edificio de aulas, bloque administrativo, canchas de fútbol 5 y profesional, pista de atletismo, polideportivo, piscinas y camerino; un complejo de óptimos escenarios dispuestos para el desarrollo de las actividades formativas, académicas y deportivas. En esta nueva sede se pone en funcionamiento los programas de Licenciatura en Educación Física, Licenciatura en Educación Infantil y Arquitectura.

## Producción científica
La UNICESMAG publica al menos las dos revistas Revista (informativa) de investigaciones (ISSN 0123 1340), de periodicidad anual, y la Revista (institucional) Tiempos Nuevos.
Los alumnos se comprometen hasta cierto grado a la fe católica, pues las tesis de grado así como las revistas (y, como parece, toda producción científica) contienen obligatoriamente el siguiente aviso:
El pensamiento que se expresa en esta obra es exclusiva responsabilidad de su(s) autor(es) y no compromete la ideología de la Universidad CESMAG.
La manera como esta combinación, defendida en la Síntesis Teleológica Institucional del CESMAG, afecta a la producción científica merecería un estudio.

## Enlaces
- Página web: http://www.unicesmag.edu.co/
- Correo electrónico: comunicaciones@unicesmag.edu.co